# Рис Вилијамс
Рис Вилијамс (енгл. Rhys Williams) измишљени је лик у британској научнофантастичној телевизијској серији Торчвуд, спинофу дугогодишње серије Доктор Ху, који је тумачио Кај Овен. Лик се први пут појавио у премијерној епизоди Торчвуда као дечко главне јунакиње, Гвен Купер. У почетку је био епизодни лик, али Рисова улога је повећана након другог серијала; глумац Кај Овен постаје члан главне глумачке поставе у трећем серијалу серије — петоделном серијалу под насловом Торчвуд: Деца Земље — па надаље. Лик је наставио да се појављује у материјалима проширеног универзума као што су Торчвуд романи, аудио-књиге, стрипови и радио-драме.
Током првог серијала (2006), Рис испрва није био свестан Гвенине вокације као агенткиње Торчвуда, верујући да она ради у полицијској специјалној јединици. Гвенин однос са Рисом јењава док она није у стању да у потпуности комуницира са њим, али у раном делу другог серијала (2008) он открива истину и од тада се њихов однос обнавља. Њих двоје улазе у брак заснован на поштењу касније у серији. У трећем серијалу (2009) Рис постаје непосредно укључен у асистенцију тиму Торчвуда попут четвртог члана. У четвртом серијалу серије — у копродукцији BBC-а и Starz-а из 2011. године — Рис поново мора да помогне Торчвуду, иако би радије живео обичним животом са Гвен и њиховом ћерком Анвен.
Првобитна намера сценариста била је да убију Риса на крају првог серијала, али креатор серије Расел Т. Дејвис је сматрао да је неопходно да се у серији задржи Рис како би Гвен еволуирала као лик. Продуцент Ричард Стоукс изјавио је да „без њега ово једноставно постаје научнофантастична серија о научнофантастичним људима из који трче около и лове ванземаљце”. Након првог серијала, продукцијска екипа је одлучила да Риса учини мање „наивком”, док га и даље користи као контраст активности Торчвуда и његовог харизматичног вође Џека Харкнеса. Иако је рани одговор публике и критичара на лик био помешан, накнадне рецензије похвалиле су већу улогу лика у каснијим епизодама.

## Појављивања

### Телевизија
Рис је представљен у првој епизоди серије (2006) као дечко полицијске позорнице Гвен Купер (Ив Мајлс). Када је Гвен добила нови посао у огранку Института Торчвуд у Кардифу као ловац на ванземаљце, принуђена је да то држи у тајности. Током првог серијала Рис показује све веће фрустрације Гвенином избегавањем и дугим радним сатима, као и њеном лакоћом и спремношћу да га лаже. Оно што Рис није знао је да је Гвен започела сексуалну аферу са Овеном Харпером (Берн Горман) како би себи помогла да се избори са својим тајним двоструким животом. Она признаје аферу након што ју је окончала у епизоди „Борба”, али је дрогирала Риса таблетом за амнезију како се он не би сећао њеног признања. Риса је убио Билис Менгер (Мари Мелвин) у епизоди „Крај дана”, али је овај догађај избрисан из историје пошто је тим Торчвуда ресетовао време отварањем просторно-временског расцепа који се налази у Кардифу.
Премијерна епизода другог серијала (2008) утврђује да су се Рис и Гвен верили између првог и другог серијала. Пошто је Рис постао сумњичав према њеном понашању и пријатељству са њеним шефом капетаном Џеком (Џон Бароуман) у епизоди „Месо”, Гвен му открива истину о својим обавезама према Торчвуду. Рис се затим укључује у мисију да открије и уништи ванземаљску трговину месом и на крају прима метак штитећи Гвенин живот. Пошто ужива у томе што коначно може да буде искрена са Рисом, Гвен није могла да се натера да га дрогира по други пут па захтева да Џек дозволи Рису да задржи своја сећања на Торчвуд. Рис и Гвен се венчавају у епизоди „Нешто позајмљено”. Након венчања, у епизоди „Лебдење”, Рис покреће питање започињања породице са Гвен, иако она одбацује ту идеју, тврдећи да би било немогуће имати децу с обзиром на њен посао. Током догађаја у епизоди „Фрагменти” и завршници серијала, „Излазне ране”, Рис игра посебну улогу у кампањи тима против капетана Џона Харта (Џејмс Марстерс) и лудог Греја (Лаклан Нибер), помажући Гвен да спасе друге након што су ухваћени у згради која је експлодирала и након тога раде са Гвениним бившим колегом Ендијем Дејвидсоном (Том Прајс) да помогне да Вивили, ванземаљци који су покренули напад, не уђу у полицијску станицу.
Рис се помиње, али се не појављује, у у кросовер епизоди Доктора Хуа, „Украдена Земља” (2008). Гвен разговара са њим преко телефона током глобалне ванредног стања. Рис постаје главни лик у трећем серијалу Торчвуда, мини-серијалу од пет делова под називом Деца Земље који се емитовао 2009. године. Када су ванземаљци познати као „456” објавили своје планове да посете Земљу, британска влада покушава да уништи Торчвуд да би прикрила завера. Рис постаје бегунац од владе због брака са Гвен. Пар бежи у Лондон теретним камионом и Рис је одушевљен открићем да је Гвен трудна. Он је био са тимом Торчвуда када су се преселили у лондонско складиште и преузео је улогу у њиховој мисији, скривајући се са снимцима који показују корупцију у Даунинг стриту. У последњој епизоди серијала, он се вратио у Кардиф са Гвен и помогао јој да учини последњу услугу за свог преминулог колегу Јанта (Гарет Дејвид-Лојд), помажући његовој сестричини и сестрићу да избегну хапшење, а са њима и многој другој деци из комшилука. Расплет серијала, смештен шест месеци касније, показује да је Рис још увек поред Гвен и да чекају дете.
Четврти серијал, Дан чуда (2011), почиње приказивањем Риса како живи повучено заједно са Гвен и њиховом ћерком Анвен. Његова сеоска идила је разбијена када је агент ЦИА-е Рекс Матесон (Мекај Фајфер) изручио Џека и Гвен Сједињеним Америчким Државама — верујући да су повезани са појавом због које људи више не могу да умиру — док приморава Риса да остане у Велсу. Уз помоћ рачунарског стручњака Естер Драмонд (Алекса Хејвинс), Гвен је успела да успостави комуникацију са Рисом у епизоди „Глуво доба ноћи”. Док је била на мисији у Лос Анђелесу, Гвен тражи од Риса да уклони њеног оца Герента (Вилијам Томас) из болнице за коју верује да није безбедна. Рис је потом Герента послао у владин камп, несвестан да се у њему налази објекат за спаљивање тешко повређених живих, а у епизодама „Категорије живота” и „Посредници” морао је да иде на тајни задатак како би помогао у спашавању свог таста. Након што је побегао из објекта са Герентом, Рис је накратко држан као талац у покушају да примора Гвен да преда Џека Харкнеса, али га спасавају Енди и његов тим. У епизоди „Окупљање”, Рис открива антиподну везу између Буенос Ајреса и Шангаја која упућује тим Торчвуда на последњи задатак. Због Рисовог насилног расположења према убици-педофилу Освалду Дејнсу (Бил Пулман), Гвен се плаши да би он могао да узме ствар у своје руке и одводи овог другог у Шангај да заштити свог мужа. У завршници серијала, Рис улази у владин камп где је Герент поново одведен како би седео поред њега док се „Дан чуда” завршава и смрт се враћа. Након Естерине сахране, он се нада да Џек неће реформисати Торчвуд.

### Књижевност
Рис се појављује у сва три Торчвуд романа у првом таласу који је објавила издавачка кућа BBC Books у јануару 2007, смештеном између епизода првог серијала Торчвуда. Ови романи проширују тежак период у вези Гвен и Риса — док су његова појављивања у Другом животу и Пограничним принчевима релативно мала, он има значајнију улогу у Спором распаду у ком несвесно доводи себе у опасност узимајући ванземаљске таблете за дијету. Рецензент Патрик Холм сматра да успех ових романа лежи у чињеници да помажу читаоцима да саосећају са ликовима као што је Рис. Рис се појављује на кратко у роману Нешто у води (смештеном између епизода „Кис кис, бенг бенг” и „Месо”) и Трагу сећања, а има значајну улогу у Улицама сумрака (објављеним у марту 2008), који приказују алтернативну будућност у којој Гвен и Рис оснивају нови Торчвуд како би направили безбедан свет за свог сина, након што је екипа Торчвуда уништена у борби против свесних честица познатих као мрак. Још три Торчвуд књиге су објављене у октобру 2008, у којима се Рис појављује. У Чопору животиња Рис помаже Гвен у њеној истрази и постаје део аутомобилске потере, у Небеској тачки они нехотице откривају присуство ванземаљаца током лова, а Скоро савршен, први роман смештен после епизоде „Излазне ране”, описује Рисове брзе састанке на тајном задатку. Рис се даље појављује у каснијим Торчвуд романима Залив мртвих, Кућа коју је Џек саградио и Последице, који су смештени између „Излазних рана” и Деце Земље.
Рис се повремено појављивао у стриповима Часописа Торчвуд током њиховог објављивања између јануара 2008. и децембра 2010. године. У трећем делу серијализованог десетоделног стрипа Процепни рат он помаже Гвен у њеним дужностима у Торчвуду помажући у бризи о беби ванземаљцу која је остала насукана у Кардифу. Сцена у стрипу Гарета Дејвид-Лојда Опкољени, објављеном у мају 2010, укључује сцену смештену после Деце Земље која приказује Гвен како љуља своје мало дете. Пошто је Гвен заузета, од Риса је тражено да се удружи са капетаном Џоном Хартом да би сачувао временски ток. Књига Архиве Торчвуда даје „поглед изнутра” на свет Торчвуда, међу којима је и Гвенин кућни живот са Рисом. Ова књига укључује необјављене слике Гвен и Риса које су коришћене у ТВ серији, а такође пружа неке основне податке о Рисовим пријатељима и његовом радном животу.

### Радио-драме
Рис се појављује у Торчвуд радио драми „Рок” (2009), у којој помаже Гвен у њеним истрагама о коми изазваној телефонском линијом. Такође има централну улогу у истраживању мистерије у аудио-књизи Воз духова (2011), коју је прочитао Кај Овен. Пошто је Гвен мртва, а Џек нестао, Рис остаје сам да схвати шта се чудно дешава у вези са теретним возовима. Рис се такође појављује у „Ђаволу и госпођица Кару” (2011), једној од три додатне радио драме постављене између „Излазних рана” и Деце Земље, која показује његову реакцију на смрт његовог старог стрица Брина. У овој драми, Рис спашава Гвен од жене под утицајем злонамерног ђаволског ентитета.

## Карактеризација
Рис је „приземни камионџија” који функционише као база нормалности Гвен Купер. На почетку серије он верује да је присуство ванземаљаца резултат халуцинација изазваних психотропним дрогама у водоводу и да посао његове девојке није ништа необичније од просечних „специјалних операција”. Сценариста Стивен Џејмс Вокер сматра да Рис „првобитно није изгледао као да има много тога да понуди, али је заиста дошао на своје како је 1. серијал напредовао”, приписујући то „извршеном извођењу савршеног глумца Каја Овена”. Првобитна намера сценариста била је да Рис умре на крају првог серијала, али Ричард Стоукс објашњава да је то одбацио креатор серија Расел Т. Дејвис, који је сматрао да би без Риса главна веза серије са стварним светом била изгубљена. Извршна продуценткиња Џули Гарднер проширује ово наводећи да је: „Ово серија у којој морате да упоредите обичну свакодневицу са необичним и (са) Гвен која иде кући код Риса, а затим одлази да ради у подземној тајној бази. .. исправно је имати ту равнотежу”. Глумац Кај Овен приписује део успеха свог лика његовом односу на екрану са глумицом Ив Мајлс.
Након што је одлучио да га не убије, Дејвис је сматрао да је неопходан даљи развој да би лик наставио да буде део драме. Једна од првих одлука коју је продукцијска екипа донела била је да „не можемо да учинимо да овај момак више изгледа као наивко. Мора да буде свестан шта се дешава.” Догађаје у епизоди „Месо”, у којој Рис сазнаје праву природу Гвениног посла, Дејвис види као „обред прелаза” за њих двоје. Редитељ Колин Тиг истиче Рисово стрпљење у односу на Гвен напомињући да „он трпи много тога од своје будуће супруге”. Други серијал такође истражује Рисову несигурност и љубомору према протагонисти серије капетану Џеку Харкнесу, за кога је међусобна сексуална напетост са Гвен била очигледна у првом серијалу. И Стивен Џејмс Вокер и сценаристкиња епизоде Кетрин Трегена сматрали су да „љубавни троугао односа између Риса, Гвен и Џека” чини „најзанимљивију наративну територију истражену у 'Месу'”. Иако глумац Кај Овен сматра да ће „Рис увек имати неку примедбу на Џека”, признаје да га „поштује и да му се свиђа што се брине о Гвен”. Вокер позитивно коментарише интеракцију између Џека и Риса у епизоди „Месо” и у њеним антагонистичким и у комичним формама, наводећи сцену у камиону где Рис испитује Џека као посебно ефектну. Њих двојица функционишу као необични књижевни противници један за другог, што се тиче њихових односа са Гвен. У свом критичком есеју Гвенина зла маћеха: О рукавицама и чаробним папучама, Валери Естел Франкел упоређује Риса са Џеком, поредећи првог са „слатким, љубазним згодним принцем”, а другог са „враголаном”. Док Ив Мајлс сматра да „Џек истиче колико је Рис обичан”, она наводи да је управо та обичност оно што чини Риса корисним за Гвенину снагу карактера.
Радња Деце Земље доводи до тога да Рис постаје директније укључен у активности тима Торчвуда, а глумац Кај Овен постаје члан главне глумачке поставе. Док је Гвен у трећем серијалу постала милитантнији лик, Рис задржава свој статус обичног човека и преузима улогу сурогата публике. Промотивни материјали га описују као „обичног типа са улице” и „очи и уши нормалне особе”, који „каже шта мисли о ситуацијама у којима се Торчвуд нашао, враћајући им реалистичност”. Пол Колинс коментарише значај Рисовог првог дијалога у серијалу, напомињући да је ово Торчвудова „одлучност да утврди своје домаће акредитиве пре него што их поткопа”. Рис невољно постаје јунак; Кај Овен наводи да се „радије не би мешао да је имао избор”, али када се суочи са ситуацијама живота или смрти у серији „не бежи од тога” јер се његов лик „нагледао свега и свачега”. Ово, у Овеновим очима, чини Риса приказаног у Деци Земље „веома храбрим јунаком који је израстао”. Рис задржава статус главног лика за четврти серијал Торчвуд: Дан чуда. Док Кај Овен објашњава да ће Рис увек бити на челу „Гвениних невоља, свађа или пустоловина” због своје бриге за њу, он се не плаши да јој каже када је постала превише заокупљена својим послом. Дејвис повезује однос између Гвен и Риса у четвртом серијалу са континуираним истраживањем људске сексуалности у серији, наводећи да „отворена сексуалност мора да укључује све”, укључујући „мужа/жену, велику екипу за борбу против злочина... срећно заљубљене”.

## Пријем
Рисова успутна улога у серији првобитно је исмејана у Торчвуд пародији веб-сајта The Register из 2006. под насловом Under Torch Wood (у стилу радио-драме Under Milk Wood Дилана Томаса), у којој је описан као „Бери Позадина, који сања будуће епизоде у којима ће добити већу улогу.” Међутим, како је лик развијен на екрану и добијао већу улогу, привукао је позитивније коментаре рецензената. Бен Росон-Џонс са веб-сајта Digital Spy описује његову улогу у епизоди „Месо” као „формирање паметног контраста са активностима Торчвуда”. Похвалио је веродостојност Рисовог односа са Гвен, описујући њихову свађу као „јединствени спин мелодраме о кухињској судопери која се обично виђа у серији EastEnders”, која пружа „стварни утисак и осећајну искреност захваљујући невероватно искреним наступима Каја Овена и Ив Мајлс”. Џек Кибл-Вајт са веб-сајта Den of Geek наводи да је „углавном то што је Рис трчао уз капетана Џека и што је остало добро функционисало” и наводи венчање лика са Гвен као врхунац серијала. Џејсон Хјуз са блога TV Squad сматрао је да је брак Риса са Гвен „обрађен на болно искрен начин” и да служи као „права дефиниција љубави, написана суптилно и савршено”. Алан Стенли Блер је уживао у односу између Овена и Прајса (полицајца Ендија) у епизоди „Излазне ране”, наводећи да је то „такође била занимљива динамика” и да би њих двојица „могли да изнесу свој ситком”, а ово гледиште је потврдио Стивен Френк са AfterElton-а.
Ден Мартин из The Guardian-а издваја сцену у којој Гвен и Рис постају слепи путници у Деци Земље као „баш дивну” и „заслугу оба глумца, посебно Каја Овена, који је Риса коначно учинио симпатичним”, док је писац за IGN, Ашам Хак, такође сматрао да Рисова „меснатија улога” пружа „неке сјајне секвенце” за њих двоје. Росон-Џоунс позитивно је говорио о Овеновој улози у целокупном глумачком ансамблу, сматрајући да је он, заједно са Бароуманом, Мајлсовом и Дејвид-Лојдом, успео да публику проведе кроз серијал са „елеганцијом и енергијом”. Морин Рајан из новина Chicago Tribune сматра да је промењени Рис кључан за серију и да је „веома пријатан лик”, описујући његов апел владиној гласноговорници Лоис Хабиби да плати његову и Гвенину вечеру као „непроцењив”. Говорећи о премијери четвртог серијала серије, Сајмон Бру истиче централни повратнички тројац Бароумана, Мајлсове и Овена као најзанимљивије глумце у серији и даље описује Овенов наступ као мешање „хумора са озбиљношћу и правим осећајем покрета”.